# Bomaanslagen in Brussel op 22 maart 2016
Op 22 maart 2016 werden diverse terroristische bomaanslagen in en rond Brussel gepleegd waarbij in totaal 35 dodelijke slachtoffers vielen en 340 mensen gewond raakten. De aanslagen waren de dodelijkste terroristische acties ooit in de Belgische geschiedenis.
De vijf daders (drie in Zaventem en twee in Brussel) waren teruggekeerde Syriëstrijders, gelieerd aan terreurgroep IS, dat de verantwoordelijkheid voor de aanslagen dezelfde dag nog opeiste. Het betrof dezelfde cel die ook verantwoordelijk was voor de aanslagen in Parijs in november 2015. Naast de drie omgekomen terroristen was er een vierde (Mohamed Abrini), die de luchthaven levend ontvluchtte en een vijfde (Osama Krayem), die eveneens op zijn stappen terugkeerde vanuit de Brusselse metro.

## Verloop van de aanslagen

### Aanslagen op Brussels Airport
Om 07.58 uur ontplofte een bom aan de rechterkant van de hal, nabij een Starbucks-filiaal in de vertrekhal van Brussels Airport. Een tweede bom ontplofte negen seconden later nabij de balie van Brussels Airlines. Op de luchthaven kwamen veertien personen (inclusief twee van de drie terroristen) om het leven. Bijna honderd personen raakten gewond. De vertrekhal werd na de explosies geëvacueerd. Op de luchthaven werd nog een derde, niet-ontplofte bom gevonden. Deze derde bom, die Mohamed Abrini had achtergelaten in de buurt van het Délifrance-filiaal, werd later gecontroleerd tot ontploffing gebracht door DOVO. Het parket meldde dat deze bom de zwaarste van de drie was.
Het Belgische federaal parket maakte later in de ochtend bekend dat het ging om zelfmoordaanslagen. Een van de daders was de Belg Ibrahim El Bakraoui, de broer van de dader van de aanslag bij metrostation Maalbeek, de andere dader was Najim Laachraoui. De derde en enige overlevende dader van Zaventem was Mohamed Abrini, die al sinds de aanslagen in Parijs (november 2015) gezocht werd. Hij werd op 8 april 2016 opgepakt.
In een audioboodschap van 21 maart aan 'emir Aboe Ahmed' te Raqqa, gevonden op een laptop gedumpt in een straatvuilnisbak, had Laachraoui laten weten dat ze 'de hete adem van de speurders in hun nek voelden' en dat ze de volgende dag in actie moesten komen, 'omdat een broeder informatie had gegeven dat er die ochtend Amerikaanse, Russische en Israëlische vluchten waren op Zaventem'.

### Aanslag in de Brusselse metro
Om 09.11 uur, iets meer dan een uur na de aanslagen op Brussels Airport, ontplofte onder de Wetstraat een bom in het middelste van de drie stellen van een metrotrein van de MIVB. Deze metrotrein was enkele seconden eerder vertrokken uit metrostation Maalbeek in de richting van metrostation Kunst-Wet.
Het bleek eveneens te gaan om een zelfmoordaanslag, gepleegd door de Belg Khalid El Bakraoui, de broer van degene die een zelfmoordaanslag pleegde op de luchthaven. Eenentwintig personen (inclusief de dader) kwamen om het leven en meer dan honderd personen raakten gewond, van wie zeventien ernstig.
De rook van de aanslag bij metrostation Maalbeek kwam deels naar buiten bij metrostation Kunst-Wet, waardoor men aanvankelijk veronderstelde dat ook daar een aanslag was gepleegd.

## Daders

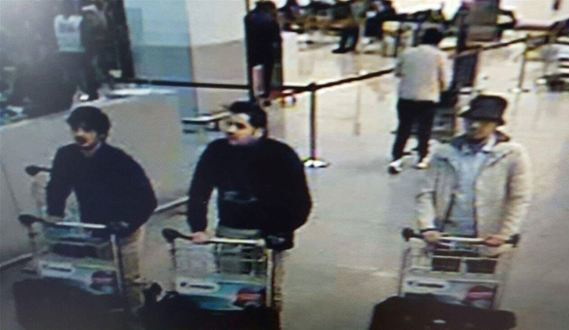
De daders van de aanslag op de luchthaven Zaventem op beelden van een beveiligingscamera. Van links naar rechts: Najim Laachraoui, Ibrahim El Bakraoui en Mohamed Abrini.

### Zelfmoordterroristen
- Ibrahim El Bakraoui was in januari 2010 betrokken bij een overval op een wisselkantoor in Brussel. Tijdens hun vlucht schoten de overvallers met een kalasjnikov op een wegversperring van de politie. In september van dat jaar werd hij veroordeeld tot 10 jaar cel. In oktober 2014 kwam hij voorwaardelijk vrij, ondanks negatieve adviezen van de gevangenisdirectie. In de zomer van 2015 miste hij twee afspraken met zijn probatieassistent, waarmee hij de voorwaarden van zijn invrijheidstelling schond. Hij werd in Gaziantep (Turkije) nabij de Syrische grens opgepakt door de Turkse politie. Ondanks deze feiten werd zijn voorwaardelijke invrijheidstelling niet herroepen. Hij werd Turkije uitgezet en ging (op eigen verzoek) naar Amsterdam. De Turkse overheid lichtte zowel de Belgische als Nederlandse overheid in. In augustus 2015 herriep de strafuitvoeringsrechtbank zijn voorwaardelijke invrijheidstelling alsnog en werd hij nationaal geseind. Op 22 maart 2016 blies hij zichzelf op in de luchthaven van Zaventem.[21][22]

- Najim Laachraoui reisde in 2013 naar Syrië, waar hij getraind zou zijn door strijders van Islamitische Staat (IS). In september 2015 keerde hij via de Balkanroute terug naar Europa. Hij werd toen gesignaleerd in Boedapest, in gezelschap van Salah Abdeslam. Hij was betrokken bij de aanslagen in Parijs in november 2015, zo werd zijn DNA onder meer gevonden op een bomgordel die gebruikt werd in de concertzaal Bataclan. Op 22 maart 2016 blies hij zichzelf op in de luchthaven van Zaventem.[21][23]
- Mohamed Abrini was op 22 maart als derde dader, de zogenoemde 'man met het hoedje', aanwezig in de luchthaven van Zaventem. Nadat El Bakraoui en Laachraoui zichzelf in de luchthaven hadden opgeblazen, vluchtte Abrini te voet weg, via Brussel naar Schaarbeek.[24] Hij werd op 8 april in Anderlecht opgepakt.[18] Een dag later bekende hij medeplichtig te zijn aan de aanslag in Zaventem.[25]
- Khalid El Bakraoui werd in 2011 tot vijf jaar cel veroordeeld voor diefstal met geweld. In december 2013 kwam hij onder voorwaarden vrij. Na een verkeersovertreding in mei 2015 werd hij in gezelschap van Youssef Sirraj door de politie staande gehouden. Hiermee schond hij de voorwaarden van zijn voorwaardelijke invrijheidstelling, waarin gesteld werd dat hij geen contact mocht hebben met het criminele milieu. Zijn voorwaardelijke vrijheid werd echter niet beëindigd; de rechter stelde dat hij alle andere voorwaarden strikt had nageleefd. In oktober 2015 volgde een melding van de justitieassistent dat hij de vaste afspraken niet meer naleefde. Op verzoek van de procureur volgde er een nieuwe aanvraag om de voorlopige invrijheidstelling in te trekken, wat in februari 2016 ook gebeurde. Op 22 maart 2016 blies hij zichzelf op in metrostation Maalbeek.[21][26]

### Medeplichtigen
- Osama Krayem, ook bekend als Naim El Hamed, groeide op in het Zweedse Malmö. In de voorbereiding van de aanslagen kocht hij de tassen, die gebruikt werden bij de aanslagen, in het Brusselse winkelcentrum City 2. Op 22 maart 2016 legde hij contact met Khalid El Bakraoui, de dader van de aanslag in metrostation Maalbeek.[27] Hij werd op 8 april in Laken opgepakt.[28] Op 9 april bekende hij de hem ten laste gelegde feiten.[29]
- Oussama Atar
- Salah Abdeslam
- Ali El Haddad Asufi
- Bilal El Makhoukhi

### Verdachten
- In 2018 werd de 24-jarige Sofien Ayari tevens in verdenking gesteld voor deelname aan activiteiten van een terroristische groepering, in het kader van de dodelijke aanvallen op de luchthaven van Zaventem en in het metrostation Maalbeek. Ayari werd eind april 2018, samen met Salah Abdeslam (die verdacht wordt van betrokkenheid bij de aanslagen in Parijs in november 2015), veroordeeld tot 20 jaar gevangenisstraf voor moordpogingen op politieagenten die op 15 maart 2016 huiszoekingen kwamen doen in Vorst.[30] Op het assisenproces in Brussel over de aanslagen werd Ayari in 2023 niet medeplichtig bevonden aan de aanslagen.
- Beschuldigde Hervé Bayingana Muhirwa werd op datzelfde assisenproces eveneens niet medeplichtig bevonden aan de aanslagen.
- De broers Smail Farisi en Ibrahim Farisi werden op het assisenproces volledig vrijgesproken van enige banden met een terroristische cel en de aanslagen.

## Maatregelen

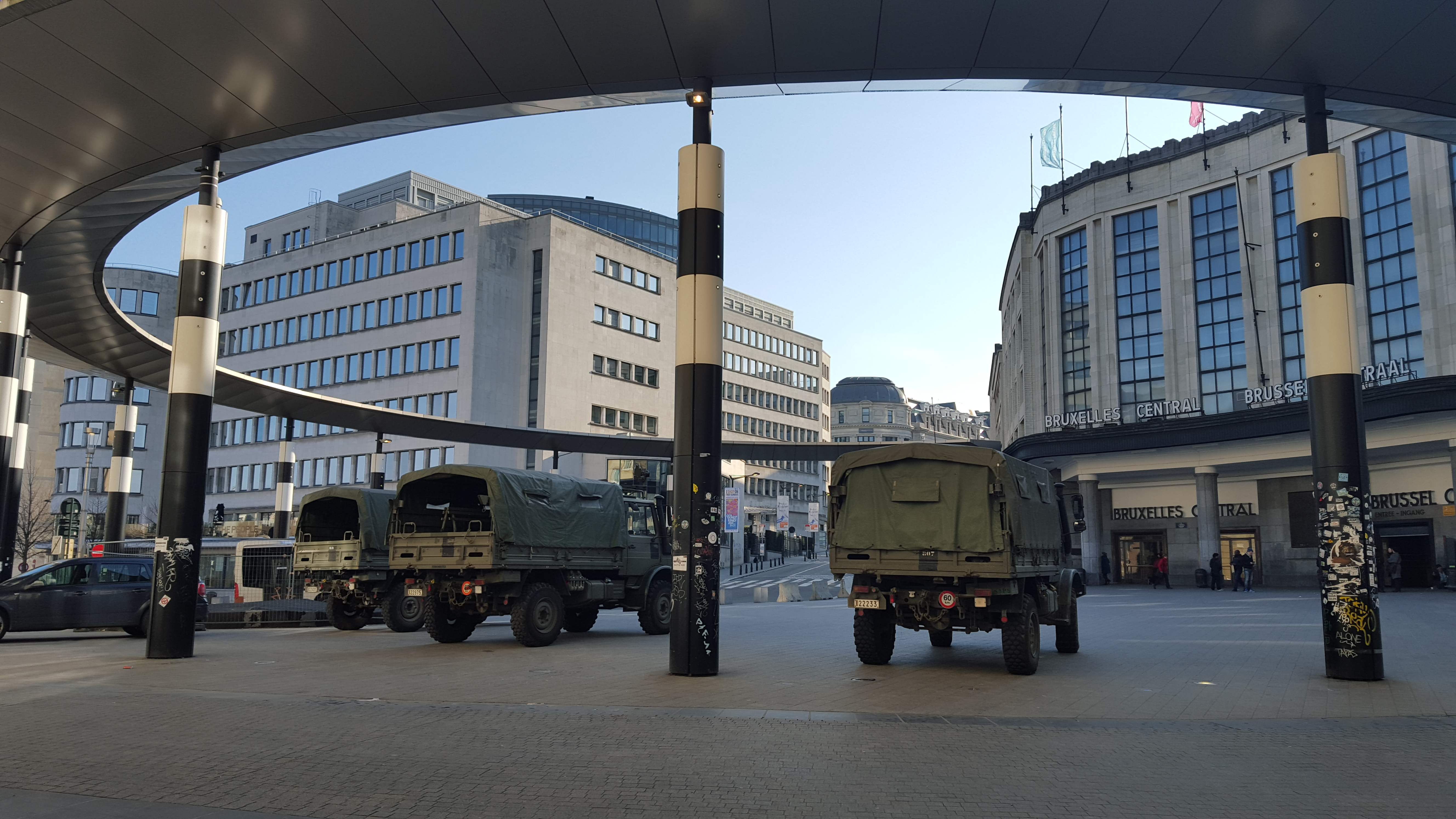
Het Belgische leger aan de voorzijde van het treinstation Brussel-Centraal

Als reactie op de aanslagen werd het dreigingsniveau op dezelfde dag in het gehele land verhoogd tot niveau 4, het hoogste niveau. De Brusselse metro werd gesloten. Andere openbaarvervoernetwerken volgden. Kantoren rond de Wetstraat werden ontruimd en de Europese Commissie hield vanaf 10.12 uur de deuren gesloten; de ambtenaren moesten in hun kantoor blijven. Er werd ook opgeroepen om geen verplaatsingen te doen, zeker in Brussel maar ook daarbuiten. Daarnaast werd het telefoonnetwerk dusdanig overbelast dat iedereen gevraagd werd om niet te bellen maar sociale media te gebruiken. Ook het crisisnummer was lastig te bereiken.
Op 24 maart, twee dagen na de aanslagen, werd het dreigingsniveau teruggebracht naar niveau 3, het niveau dat ook vóór de aanslagen gold. De militaire bewaking van potentiële doelwitten werd door de Nationale Veiligheidsraad uitgebreid naar doelwitten in de publieke ruimte (Operatie Vigilant Guardian).
Bijna twee weken na de aanslagen, op zondag 3 april, werd de luchthaven heropend en vertrok de eerste vlucht sinds de aanslagen. Aangezien de vertrekhal nog niet in gebruik kon worden genomen, werd in een tentgebouw een tijdelijke vertrekhal gebouwd die een maximumcapaciteit van 800 passagiers per uur had. Vanwege de aanslagen werden de veiligheidsmaatregelen in en rondom de luchthaven sterk verhoogd. Passagiers werden gecontroleerd alvorens zij het luchthavengebouw binnen mochten en ook op de parking voerde de politie controles uit.
Sinds 23 april rijden er weer treinen naar station Brussels Airport-Zaventem, dat aan de luchthaven ligt. De NMBS nam daarvoor het oude treinstation opnieuw in gebruik, aangezien de toegangsweg naar de luchthaven vanuit het nieuwe station na de aanslagen niet toegankelijk was.
Op 25 april heropende station Maalbeek en werd het volledige metronetwerk weer opgestart. Twee dagen eerder hadden slachtoffers, nabestaanden van slachtoffers en hulpverleners de mogelijkheid om het station reeds te bezoeken. De politie en het leger blijven daar aanwezig. In het station is ter herdenking een wand voorzien waar passanten een boodschap achter kunnen laten.
De vertrekhal van Brussels Airport ging op 1 mei, veertig dagen na de aanslagen, deels opnieuw open. Te zwaar beschadigde ruimtes van de hal waren afgeschermd en nog niet toegankelijk voor passagiers. Om die reden werd ook de tijdelijke vertrekhal, die 36 incheckbalies had, nog gebruikt. De eerder toegepaste strengere veiligheidscontroles bleven toen nog van kracht.
Passagiers moesten op 2 mei en in de ochtend van 3 mei ongeveer anderhalf tot meer dan twee uur aanschuiven bij controles vooraleer zij de luchthaven mochten betreden. Omdat de wachtrijen op die manier te groot werden en veel mensen daardoor hun vlucht misten, werd besloten de procedure van de controles aan te passen. Sindsdien wordt niet meer elke passagier gecontroleerd, hoewel elke passagier (willekeurig of vanwege verdacht gedrag) wel de kans heeft om te worden gecontroleerd. Minister van Binnenlandse Zaken Jan Jambon (N-VA) gaf daarbij aan dat er gezocht is naar een oplossing die "de veiligheid én het comfort van de passagiers verzekert".
Sinds 2 juni, tweeënhalve maand na de aanslagen, is de vertrekhal van Brussels Airport weer volledig operationeel en toegankelijk voor passagiers. De tijdelijke constructies die buiten waren opgesteld, werden toen buiten gebruik genomen.
Op 8 juni heropende het nieuwere station Brussels Airport-Zaventem, zodat reizigers opnieuw rechtstreeks naar de vertrekhal kunnen, zij het ook in dit geval met extra controle vooraf.

### Wetgevend
Kort na de aanslagen nam het federaal parlement twee antiterreurwetten aan (de zogenoemde Terro II- en Terro III-wet). Ook de bijzondere inlichtingen- en bijzondere opsporingsmethoden kregen een opknapbeurt. Verder werd een nationaal noodplan uitgewerkt in een Koninklijk Besluit.

## Slachtoffers
| Afkomst             | Aantal |
| ------------------- | ------ |
| België              | 14     |
| Verenigde Staten    | 4      |
| Nederland           | 3      |
| Zweden              | 2      |
| Colombia            | 1      |
| Zwitserland         | 1      |
| India               | 1      |
| Italië              | 1      |
| Marokko             | 1      |
| Duitsland           | 1      |
| Peru                | 1      |
| Polen               | 1      |
| Verenigd Koninkrijk | 1      |
| Totaal              | 32     |

1. ↑  Italiaans-Belgische vrouw
2. ↑  Marokkaans-Belgische vrouw

Bij de aanslagen kwamen 35 personen (inclusief 3 daders) om het leven. 17 doden en 81 gewonden vielen in het metrostation, 14 doden en 259 gewonden vielen in de luchthaven en 4 personen overleden later in het ziekenhuis. De aanslagen waren de dodelijkste terroristische actie ooit in de Belgische geschiedenis.
Veertien van de dodelijke slachtoffers waren van Belgische afkomst, onder hen André Adam, voormalig Belgisch afgevaardigde bij de Verenigde Naties en ambassadeur in de Verenigde Staten van Amerika.
In mei 2022 kreeg de 23-jarige Belgische Shanti De Corte euthanasie na de diagnose van ondraaglijk psychisch lijden door het meemaken van de aanslagen in Zaventem. De media noemden haar het drieëndertigste dodelijke slachtoffer van de aanslagen. Sindsdien wordt haar naam ook afgeroepen bij de herdenking van de aanslag in Zaventem.
In 2023 besloot het openbaar ministerie de beschuldigden niet langer voor de moord op 32 personen te vervolgen, maar op 36. De dood van de vier extra personen kan volgens onderzoek eveneens rechtstreeks gelinkt worden aan de aanslagen. Over drie van hen werd bericht. Het gaat over bovenstaande persoon die euthanasie pleegde, een geval van zelfdoding en een kankerpatiënt die vanwege de opgelopen verwondingen zijn kankerbehandeling uitgesteld zag worden en aan de ziekte overleed. Op 25 juli 2023 in de uitspraak van het assisenhof bij het proces van de aanslagen werden uiteindelijk de drie, waarover werd bericht, officieel erkend als slachtoffers. De officiële balans van de aanslagen is sindsdien (zonder de 3 daders meegerekend) 35 dodelijke slachtoffers.

## Reacties

### België

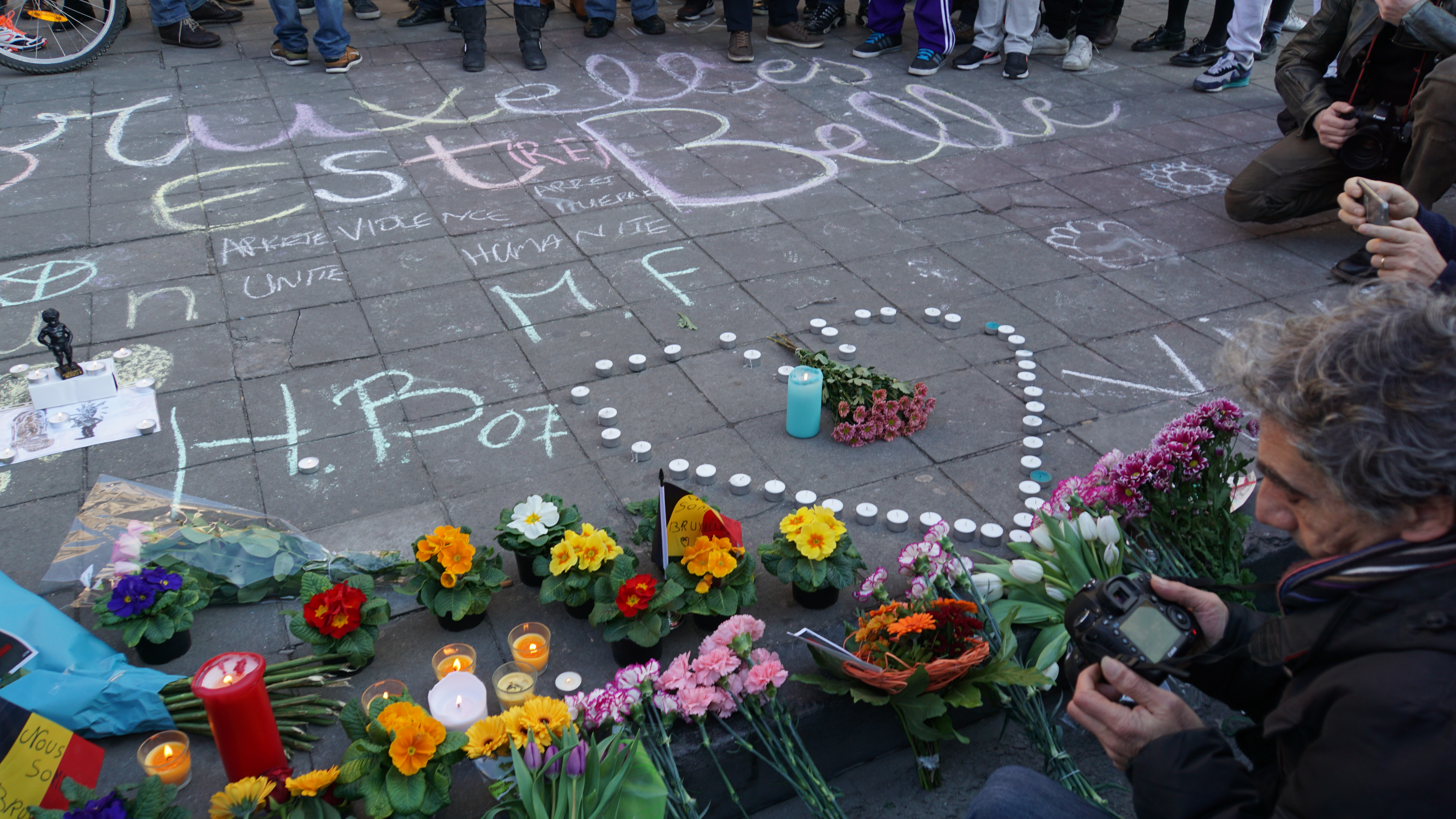
Krijttekeningen en bloemen tijdens een wake voor de slachtoffers van de aanslag

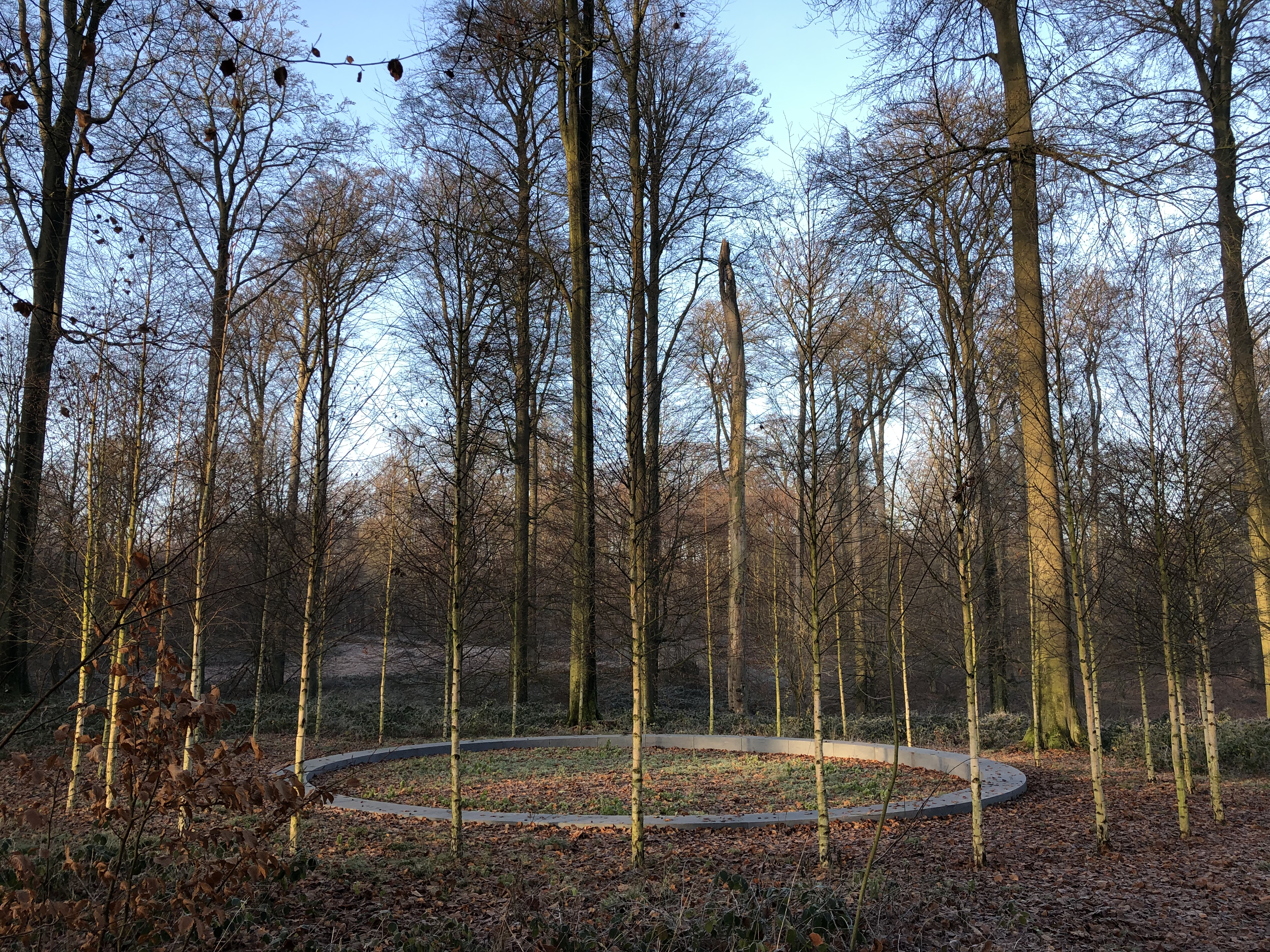
Herdenkingsmonument in het Zoniënwoud

De Belgische premier Charles Michel (MR) verklaarde op een persconferentie: "We vreesden een terroristische aanslag en dat is gebeurd." De aanvallers noemde hij blind en laf. De bevolking werd opgeroepen om rustig en solidair te blijven. De premier maakte bekend dat de grenscontroles verscherpt werden. Er werden ook drie dagen van nationale rouw afgekondigd. Minister van Buitenlandse Zaken Didier Reynders maakte 's avonds bekend dat alle slachtoffers (zowel doden als gewonden) in totaal meer dan 40 verschillende nationaliteiten hadden.
Op 24 maart 2016 vroegen de meerderheidspartijen in het parlement de oprichting van een onderzoekscommissie. Diezelfde dag boden de minister van Binnenlandse Zaken en Veiligheid, Jan Jambon (N-VA), en die van Justitie, Koen Geens (CD&V), hun ontslag aan, maar premier Michel aanvaardde die niet.
Op verschillende plekken in België werden herdenkingen georganiseerd, waaronder op op het Beursplein en aan de luchthaven. De Vlaamse Regering hield een eigen herdenking op het Martelaarsplein en sloot zich niet aan bij de herdenking aan het Paleis der Natie, waar alle andere regeringen van het land, het koningspaar en de vertegenwoordigers van de verschillende parlementen zich vervoegden. Het kabinet van Geert Bourgeois (N-VA) stelde hierover dat dit was omdat ze geen persoonlijke uitnodiging zou hebben ontvangen.
In de nasleep van de aanslagen werd bekend dat de Mechelse politie reeds begin december cruciale informatie over het schuiladres van Salah Abdeslam in handen zou hebben gehad, maar dat deze informatie niet werd doorgegeven. Eerste schepen van Mechelen Marc Hendrickx (N-VA) stelde hierover dat de informatie waarover de Mechelse politie beschikte, destijds mondeling zou zijn overgedragen aan de federale politie, maar dat er iets zou zijn misgelopen met het formeel doorsturen van de informatie via de systemen. De hoofdcommissaris van de politiezone Mechelen-Willebroek ontkende echter dat er informatie was over een onderduikadres.
Op 14 april 2016 nam Laurent Ledoux, topman van de Federale Overheidsdienst Mobiliteit, ontslag. Hij protesteerde hiermee tegen zijn voogdijminister, de minister van Mobiliteit Jacqueline Galant (MR). Op 15 april bood minister Galant zelf haar ontslag aan. Dat werd aanvaard door de koning en door premier Michel. Galant kwam zwaar onder vuur te liggen over een veiligheidsrapport rond de luchthaven van Zaventem en over onjuiste communicatie daarover.

### Andere landen
Het Nederlands kabinet hield om 10.15 uur op de dag van de aanslagen een spoedzitting. Minister van Veiligheid en Justitie Ard van der Steur deelde mee dat het dreigingsniveau in Nederland niet verhoogd hoefde te worden.
De Turkse president Erdoğan stelde dat Turkije een van de daders van de aanslagen in Brussel naar Nederland had uitgewezen, nadat deze in Gaziantep was gearresteerd toen hij naar Syrië probeerde te reizen. Hij werd echter vrijgelaten ondanks herhaalde Turkse waarschuwingen aan de Belgische en Nederlandse autoriteiten. Volgens de Nederlandse minister Ard van der Steur (Veiligheid en Justitie) hadden de Turkse autoriteiten Ibrahim El Bakraoui verzocht het land te verlaten, maar waren de Nederlandse autoriteiten niet van het hoe en waarom op de hoogte gebracht. In Nederland stond El Bakraoui "niet geregistreerd in de relevante opsporingssystemen". Ibrahim en Khalid El Bakraoui stonden wel op een Amerikaanse terreurlijst. Khalid was bovendien in België eerder veroordeeld vanwege een gewapende overval, maar in 2013 voorwaardelijk vrijgelaten. Hoewel hij de voorwaarden van zijn invrijheidstelling herhaaldelijk geschonden had, was daarop geen actie ondernomen.
Verschillende buitenlandse media reageerden kritisch op de vermeende fouten en terrorisme-aanpak. Ook bij de Europese aanpak werden vraagtekens geplaatst. Zo werd door Le Monde de link met de daders van de aanslagen in Parijs uitgespit, terwijl Libération berichtte over de Belgische kerncentrales als mogelijk doelwit. Le Figaro besteedde dan weer aandacht aan de polemiek met Ankara. In Nederland lagen de inlichtingendiensten onder vuur en dagblad Trouw nam onder meer de "onbegrijpelijke en inefficiënte machtsstructuur van Brussel, met negentien burgemeesters en zes politiezones" onder de loep.
Nadat de aanslagen eerder via het aan IS gelieerde persbureau AMAQ en radiostation Al-Bayan werden opgeëist, volgde op 25 maart 2016 een videoboodschap waarin twee gekende Belgische IS-strijders – Hicham Chaib en Lotfi Aoumeur – de aanslagen in Brussel opeisten en tevens een vredesvoorstel lanceerden. In de videoboodschap stelden ze dat indien het Westen zou stoppen met de bombardementen in het Midden-Oosten, de aanslagen in Europa zouden stoppen.
De Griekse tv-zender Skai maakte bekend dat er tijdens een inval in januari 2015 in twee appartementen in Athene, die gebruikt werden door Abdelhamid Abaaoud, computers en USB-sticks werden aangetroffen die plannen en tekeningen bevatten van de luchthaven van Zaventem. De Griekse politie zou die informatie doorgespeeld hebben aan de Belgische autoriteiten.

## Proces
Op 12 juli 2019 maakte de Belgische minister van Justitie Koen Geens (CD&V) bekend dat het proces van de aanslagen in Brussel van 22 maart 2016 in de voormalige gebouwen van de NAVO in Brussel zou plaatsvinden. Vanwege de omvang van dit proces, met meer dan 800 betrokken partijen, was het Justitiepaleis van Brussel immers te klein om het proces te huisvesten.
Op 5 december 2022 begon het zogenoemde "proces van de eeuw" tegen de tien verdachten op de gloednieuwe Justitia-site. De tien stonden op een assisenproces met 12 juryleden terecht voor het plegen van 32 moorden en 687 pogingen tot moord met een terroristisch motief. Ook werden ze beschuldigd van lidmaatschap van een terroristische organisatie. Op 25 juli 2023 werden de beslissingen van de volksjury voorgelezen. Zes verdachten werden over de hele lijn schuldig bevonden, twee deels schuldig en twee vrijgesproken.

### Uitspraken
| Beschuldigden           | Terroristische moord en moordpoging | Lidmaatschap van een terroristische organisatie | Motivatie bij de uitspraken van het hof                                                                                                  |
| ----------------------- | ----------------------------------- | ----------------------------------------------- | --- |
| Oussama Atar            | Schuldig                            | Schuldig                                        | Atar coördineerde en superviseerde alle aanslagen                                                                                        |
| Mohamed Abrini          | Schuldig                            | Schuldig                                        | Abrini had een onmiskenbare rol in de aanslagen op de luchthaven van Zaventem, en was op de hoogte van de aanslagplannen in Maalbeek.    |
| Osama Krayem            | Schuldig                            | Schuldig                                        | Krayem had een onmiskenbare rol in de aanslagen in het metrostation van Maalbeek, en was op de hoogte van de aanslagplannen in Zaventem. |
| Salah Abdeslam          | Schuldig                            | Schuldig                                        | Abdeslam zat in de gevangenis tijdens de aanslagen, maar had weet van de plannen.                                                        |
| Sofien Ayari            | Vrijgesproken                       | Schuldig                                        | Lid van een terroristische organisatie, maar gerede twijfel dat hij hulp bood aan de aanslagplegers of dat hij op de hoogte was          |
| Ali El Haddad Asufi     | Schuldig                            | Schuldig                                        | El Haddad Asufi bood logistieke hulp aan de aanslagplegers                                                                               |
| Bilal El Makhoukhi      | Schuldig                            | Schuldig                                        | El Makhoukhi hield de wapens en explosieven van de terreurcel verborgen                                                                  |
| Hervé Bayingana Muhirwa | Vrijgesproken                       | Schuldig                                        | Wel terroristische banden, maar gerede twijfel van weet van de aanslagplannen                                                            |
| Smail Farisi            | Vrijgesproken                       | Vrijgesproken                                   | Appartement verhuurd aan terroristen, zonder weet van hun plannen                                                                        |
| Ibrahim Farisi          | Vrijgesproken                       | Vrijgesproken                                   | Hiervoor was ook door het Openbaar Ministerie gepleit                                                                                    |

## Monumenten
Ter herdenking van de aanslagen in Brussel zijn er verschillende gedenkmonumenten opgericht om de aanslagen te herdenken:
- Herdenkingskunstwerk tegelmuurbeeld in het metrostation Maalbeek[93]
- Monument Vlam van de hoop op de Gemeenteplaats van Sint-Jans-Molenbeek[94]
- Monument Memorial 22/03 in het Zoniënwoud te Ukkel
- Monument Gewond maar steeds overeind tegenover het onbegrijpelijke aan het Schumanplein[95]
- Flight in Mind, een standbeeld dat na de aanslagen werd geplaatst in een parkje bij de luchthaven[95][96]